# Þorsteinn Jónsson (Regisseur)
Þorsteinn Jónsson (* 6. Dezember 1946) ist ein isländischer Filmregisseur. Er gewann 1978 beim ersten isländischen Filmfestival mit seinem Dokumentarfilm Der Bauer (Bóndi, 1975) den ersten Preis. Beachtung fand er vor allem durch seinen Kinderfilm Punkt, Punkt, Komma, Strich (Punktur punktur komma strik, 1981) und Atomstation (Atomstödin, 1984), dem ersten isländischen Beitrag bei den Filmfestspielen von Cannes.

## Leben
Þorsteinn studierte an der Film- und Fernsehfakultät der Akademie der Musischen Künste in Prag. Nach einem postgradualen Filmstudium an der Nippon University Tokio kehrte er nach Island zurück. Þorsteinn erhielt ein Stipendium des staatlichen Kulturkomitees für Dokumentarfilmporträts, mit dem er Der Bauer (Bóndi) umsetzte. Der Film erhielt 1978 beim ersten isländischen Filmfestival in Reykjavík den ersten Preis.
Es folgten einige Fernsehfilme, wie Fisch unterm Stein (Fiskur undir steini, 1974), der die isländische Gesellschaft provozierend analysiert. Außerdem entstanden mehrere Dokumentarfilme, darunter Aschermittwoch (Öskudagur, 1975), welcher von gesellschaftlich engagierten Müllwerkern handelt. Spätestens mit seinem Kinderfilm Punkt, Punkt, Komma, Strich (Punktur punktur komma strik) war Þorsteinn den Isländern ein Begriff.
International erlangte Þorsteinn Anerkennung mit Atomstation (Atomstödin), dem ersten isländischen Beitrag in Cannes. Der Film war ein Flop, international jedoch beachtet wegen „seines eindeutigen Bekenntnisses gegen Aufrüstung und Krieg in der Zeit des NATO-Doppelbeschlusses“.
Þorsteinn war von 1990 bis 1992 Direktor des isländischen Filmfonds Kvikmyndasjóður Íslands und des Filmarchivs Kvikmyndasafn Íslands.

## Filmografie
- 1966: Der Hafen (Höfnin)
- 1970: Berlin
- 1972: Kandidatenpartei (Frabmodsflokkurinn)
- 1973: Profit und Vergnügen (Gagn og Gaman)
- 1974: Fisch unterm Stein (Fiskur undir steini)
- 1975: Aschermittwoch (Öskudagur)
- 1975: Der Bauer (Bóndi)
- 1981: Punkt, Punkt, Komma, Strich (Punktur punktur komma strik)
- 1984: Atomstation (Atomstödin)
- 1986: 70 Jahre isländischer Arbeiterbund (Asi-sam-tök i sjötiu)
- 1988: Zukunft planen (Framtid skal byggja)
- 1988: Im Feuer geschmiedet (Eldur i afli)
- 1994: Emil und der kleine Skundi (Skýjahöllin)